# ピッツバーグ・ロコモティブ・アンド・カー・ワークス
ピッツバーグ・ロコモーティブ・アンド・カー・ワークス(Pittsburgh Locomotive and Car Works)は、1865年にアンドリュー・カーネギーとT・N・ミラーによって設立された鉄道用機器を製造する会社である。本社は、アメリカ合衆国のペンシルベニア州ピッツバーグに所在した。
当社が初めて機関車を製造したのは、1867年4月のことである。1870年代の初めには、工場長でゼネラルマネージャーであったダニエル・A・ワイトマンのもとで大型蒸気機関車を製造していたことで知られるようになっていた。ここで生産された機関車は、インドや日本を含む全世界に輸出された。
ピッツバーグ社は、1901年に他の7社とともにアメリカン・ロコモーティブ（アルコ）に統合されるまでの間、2400両を超える機関車を製造したが、1919年に工場は閉鎖された。

## 保存された機関車
| 製造番号 | 車軸配置 （ホワイト式） | 製造年月   | 運行会社 | 保存場所                            |
| -------- | ----------------------- | ---------- | --- | ----------------------------------- |
| 不明     | 4-6-0                   | 1891年以前 | ピッツバーグ・イリー湖鉄道 F-100クラス (製造番号不詳) → 1899年頃カナディアン・エクイップメント・カンパニーに売却、カナダで三番目の大陸横断鉄道・ナショナル・トランスコンティネンタル・レイルウェイの建設に使用 → 1920年マリタイム・コーラル・ライ・アンド・カンパニー 5番 → 1961年退役、カナダ鉄道博物館へ | カナダ鉄道博物館 ケベック州デルソン |
| 1710     | 2-6-0T                  | 1897年     | 阪鶴鉄道13 → 国有鉄道2851 → 播丹鉄道8 → 西武鉄道 → 上武鉄道7 | 東京都品川区                        |
| 1815     | 2-6-0                   | 1898年     | シカゴ・バーリントン・クインシー鉄道 1175番 | ワイオミング州 バッファロー         |

## 日本との関わり
ピッツバーグ社が日本市場への進出を果たしたのは、1896年（明治29年）のことで、太田鉄道（後の2代目水戸鉄道）へ納入された車軸配置0-6-0(C)形のタンク機関車2両（後の鉄道院1690形）が最初である。機関車の研究家の臼井茂信は、ピッツバーグ社製の機関車の品質は、ボールドウィン社製を上回り、スケネクタディ社製に迫ると評している。これは、アメリカの鉄鋼王カーネギーの系列会社で、良質の鉄鋼が供給されたからに他ならない。形態的には、動輪スポークの根元に水かきと呼ばれる補強を付けたことや、鉄製の運転室が特徴で、かなり癖の強いデザインではあるが、洗練されていた。結局生粋のピッツバーグ社製は、官設鉄道へは1両も納入されなかった。
日本に輸入された機関車で代表的なものとしては、後の鉄道院3400形となったタンク機関車がある。これは、南海鉄道、播但鉄道、豊州鉄道、横浜鉄道に1896年からアルコ統合後の1909年までに計23両が導入されたが、基本的なデザインラインを崩していない。変わり種としては未成となった伊賀鉄道向けに製造され、阪鶴鉄道と尾西鉄道に入った後の鉄道院2850形がある。これは、デザインラインが、ピッツバーグ社製の標準的なものから大きく外れており、むしろブルックスの流儀に近いものであった。
テンダ機関車では、1897年（明治30年）に京都鉄道へ入った後の鉄道院5200形2両が最初である。京都鉄道では、延伸計画が頓挫したこともあって、これのみで止まったが、関西鉄道では、1898年（明治31年）に2シリンダ複式の早風クラス（後の鉄道院6500形）を6両、1906年（明治39年）に3両を増備している。増備車の発注はアルコ成立後のことであるが、先回と同じ物をピッツバーグ社の仕様を踏襲して納入したが、同時に発注された単式の追風クラス（後の鉄道院6000形）には、ピッツバーグ色が全く感じられず、翌年、官設鉄道に導入された後の鉄道院9050形も同様に、アルコ成立の中核となったスケネクタディ色が強い。